# Мгарський літопис
Мга́рський літо́пис або літо́пис Мга́рського монастиря́ — український літопис, складений у XVII—XVIII століттях ченцями Мгарського Лубенського Спасо-Преображенського монастиря, а також цивільними особами.
Серед цивільних авторів літопису, зокрема, вказується автор його частини за 1728—75 роки був копіїст полкової Лубенської канцелярії Гаврило Галич, син козака Глинської сотні Стефана Галича.
Первісне ядро літопису було складено у період 1690-х — 1705 років, про що свідчить велике оповідання «Исписание вкратце о сожжении трапезы и о создании паки ее, яще повествующа. 1695 год».
Літопис містить також різнорідні документи, що стосуються історії монастиря з 1668 до 1775 року. Тут наведено багато цінних відомостей про спорудження мурованих церков в Україні в 2-й половині XVIII століття.
Витяги з Мгарського літопису за 1682—1775 роки, оповідання про спорудження Спасо-Преображенського собору в Мгарському монастирі, а також перелік інших його споруд опубліковані істориком О. М. Лазаревським у журналі «Киевская Старина» (1889, № 4—6; 1891, № 3).
Попри поширену думку, що рукописи цієї пам'ятки XVII—XVIII століть зберігаються в Державній науковій бібліотеці імені В. Г. Короленка в Харкові та Національній бібліотеці України імені В. І. Вернадського в Києві, з'ясувалось, що жодна з них цим скарбом більше не володіє. І яка його доля — осів він у чиїхось колекціях чи назавжди втрачений у роки атеїзму — невідомо.

## Джерело
- Мгарського монастиря літопис // За ред. А. В. Кудрицького. Полтавщина : Енцикл. довід.. — К. : УЕ, 1992. — С. 1024. — ISBN 5-88500-033-6. — с. 527